# Super-CCDOS
Super-CCDOS是由当年北京大学新技术公司（后为北大方正）开发的一款DOS的汉字支持中间层。纯16位程序。因没有解决半个汉字和内存溢出的问题，因此运行在电脑上往往呈现于不稳定的状态。香港金山的WPS需要这个软件支持。